# Servamp: Alice in the Garden
Servamp: Alice in the Garden (jap. 劇場版「SERVAMP」-Alice in the Garden- Gekijōban „Sāvanpu” -Alice in the Garden-) – japoński film animowany z 2018 na podstawie mangi Servamp autorstwa Strike Tanaki. Za reżyserię odpowiadał Hideaki Nakano, a za animację studio Platinum Vision. Premiera w Japonii odbyła się 7 kwietnia 2018.

## Fabuła
Po zniknięciu Tsubakiego zaczyna padać śnieg, mimo że jest środek lata. Mahiru podejrzewa, że opady mają związek z wampirami. Zwierza się Misono i proponuje zorganizowanie spotkania z pozostałymi Ewami i Servampami. Misono odmawia, ponieważ jego ojciec zabronił mu na razie wychodzić, ale obiecuje, że spróbuje się wymknąć. Podczas próby ucieczki tylną bramą Misono zaczyna sobie przypominać pewne wspomnienia, co skłania Lily’ego do natychmiastowej manipulacji jego pamięcią. W rezultacie Misono nie pamięta ani rozmowy telefonicznej z Mahiru, ani próby wymknięcia się.
Następnego dnia Mahiru, Kuro i reszta spotykają się w zajeździe z gorącymi źródłami należącym do Tetsu. Odwiedzają ich Mikuni i Jeje, którzy ujawniają, że niezwykłe zjawisko pogodowe jest wynikiem działania dżinnów – istot wydobywających się z ciała Servampa w postaci drobnego pyłu, gdy jego przedmiot kontraktowy zostaje zniszczony. W tym przypadku dżinny wydostały się z ciała Lawlessa, kiedy Tsubaki zniszczył jego przedmiot kontraktowy. Mikuni kieruje Mahiru i resztę do swojej posiadłości, rezydencji Aliceinów, ponieważ dzieje się tam coś dziwnego.
Po wejściu do domu Mahiru i jego towarzysze zostają powitani przez Mikado Aliceina, ojca Misono i Mikuniego. Gdy pytają o Mikuniego, wszyscy mieszkańcy domu zaprzeczają jego istnieniu, udając, że nigdy go nie znali. Mahiru odmawia opuszczenia posiadłości, dopóki nie spotkają się z Misono, co skłania Mikado i służących do grożenia im użyciem siły. Mikado wyjaśnia, że nie pozwoli Misono walczyć, wierząc, że nie ma on ani determinacji, ani wystarczającej siły. Następnie zamyka Mahiru i jego przyjaciół w magazynie.
W nocy Misono zostaje zwabiony do jadalni przez lalkę przypominającą Lily’ego. Tam odkrywa, że Lily manipulował jego wspomnieniami, co wywołuje w nim gniew i sprawia, że przestaje mu ufać. Za intrygą stoi Otogiri, podwładna Tsubakiego, która niespodziewanie atakuje Lily’ego. Podczas gdy służący rodu Aliceinów walczą z Otogiri, Lily próbuje wytłumaczyć się przed Misono, ale ten odmawia wysłuchania go i zrywa ich więź. To pozwala Otogiri zniszczyć przedmiot kontraktowy Lily’ego, co powoduje wydobycie się ogromnej ilości dżinnów z jego ciała. W tym samym czasie Mahiru i reszcie udaje się wydostać z magazynu.
Lily wpada w szał i pochłania Misono do swojego ciała, a następnie Mahiru, Kuro, Lawlessa i Lichta, podczas gdy Tetsu i Hugh próbują powstrzymać go przed zniszczeniem rezydencji. W wewnętrznym świecie Lily’ego zostają zaatakowani przez manifestacje Mikuniego i Jeje, które Lily stworzył, aby uniemożliwić im odkrycie jego tajemnicy. W innej części wewnętrznego świata Misono widzi wspomnienia Lily’ego i odkrywa, że w rzeczywistości jest nieślubnym dzieckiem, urodzonym ze związku jego ojca z nauczycielką pracującą w posiadłości Aliceinów wiele lat temu. Kiedy Misono był jeszcze niemowlęciem, matka Mikuniego zabiła jego matkę z zazdrości. Pomimo początkowych prób wychowania i pokochania Misono jako własnego syna, ostatecznie, siedem lat przed rozpoczęciem fabuły, uległa swojej zazdrości i próbowała go zabić. Aby ochronić Misono, Mikuni zabił własną matkę i opuścił dom Aliceinów. To wydarzenie głęboko straumatyzowało Misono, co skłoniło Lily’ego do wymazania wspomnienia o morderstwie, a Mikado upozorował je na napad rabunkowy.
Misono jest zdruzgotany tym odkryciem, wierząc, że jego narodziny przyniosły rodzinie nieszczęście. Jednak gdy czyta listy swojej matki do ojca, dowiaduje się, że była szczęśliwa, mając go w swoim życiu. To daje Mahiru i Kuro okazję do pokonania manifestacji Mikuniego i Jeje, co pozwala im wrócić do rzeczywistości. Tymczasem Misono konfrontuje się z Lily w głębi swojego umysłu i zapewnia go, że go nie odrzuci, nawet po poznaniu prawdy. Ich więź stabilizuje się, a obaj wracają do normalności.
Następnego dnia Misono mówi ojcu, że zamierza walczyć u boku przyjaciół. Widząc, że jego syn dojrzał, Mikado daje mu na to pozwolenie i prosi, żeby przekazał Mikuniemu, że powinien wrócić do domu.

## Obsada
| Postać                | Seiyū            |
| --------------------- | ---------------- |
| Mahiru Shirota        | Takuma Terashima |
| Sleepy Ash            | Yūki Kaji        |
| Misono Alicein        | Hiro Shimono     |
| Snow Lily             | Kazuma Horie     |
| Mikuni Alicein        | Tetsuya Kakihara |
| Doubt Doubt           | Kenjirō Tsuda    |
| Otogiri               | Atsumi Tanezaki  |
| Mikado Alicein        | Kazuya Ichijō    |
| Eisuke Dodo           | Kōji Takahashi   |
| Mitsuki Usami         | Ayaka Fukuhara   |
| Mari                  | Sayaka Senbongi  |
| Yuri                  | Ayaka Nanase     |
| Tajemnicza dziewczyna | Mai Nakahara     |

## Produkcja
13 października 2017 redakcja magazynu „Gekkan Comic Gene” poinformowała, że 15 listopada nastąpi „duże ogłoszenie” dotyczące mangi Servamp autorstwa Strike Tanaki. Ogłoszenie to okazało się być zapowiedzią filmu anime. Większość ekipy odpowiedzialnej za serial telewizyjny powróciła, aby stworzyć film. Za reżyserię odpowiadał Hideaki Nakano, postacie zaprojektowała Junko Yamanaka, a animacją zajęło się studio Platinum Vision. Ayumu Hisao zastąpił Kenjiego Konutę na stanowisku scenarzysty. Aktorzy głosowi z serialu również powrócili, aby ponownie wcielić się w swoje role, a do obsady dołączyło także kilku nowych członków. Motyw przewodni filmu, zatytułowany „One Side”, wykonał zespół Oldcodex.

## Wydanie
Film został wydany w Japonii 7 kwietnia 2018, a 24 października tego samego roku ukazał się także na Blu-ray i DVD. W Polsce został wydany cyfrowo 25 września 2020 nakładem wydawnictwa Animagia.